# Achille Lollo
Achille Lollo (Roma, 8 de mayo de 1951 - Bracciano, 3 de agosto del 2021) fue un criminal italiano, activista y periodista. En los años 70 fue un militante del grupo extraparlamentario izquierdista Potere Operaio (“Poder de los trabajadores”). Fue condenado a 18 años en prisión por incendio provocado, doble homicidio involuntario, y por el uso de explosivos y material incendiario en el fuego de Primavalle, sentencia que posteriormente fue anulada por las cortes italianas.  
Durante la noche del 15 al 16 de abril de 1973, Achille Lollo, Marino Clavo y Manlio Grillo, usaron una bomba incendiaria para prender fuego a la puerta del apartamento de Mario Mattei, por aquel entonces secretario de la rama MSI “Giarabub” de Primavalle, un partido político italiano neofascista. Las llamas se esparcieron a todo el apartamento por accidente, según el veredicto de la corte, y los hijos del secretario, Stefano, de 8 años, y Virgilio Mattei, de 22, fallecieron en el incendio. Lollo, Clavo y Grillo fueron condenados por el incendio, pero sin el agravante de terrorismo.  

## Biografía

### El caso Primavalle
El caso contra Achille Lollo, Marino Clavo y Manlio Grillo empezó el 24 de febrero de 1975. Solo Achille Lollo estuvo presente y en custodia para el caso, mientras Manlio Grillo y Marino Clavo seguían fugitivos. Al principio, el cargo sugerido fue causar una masacre y el fiscal de la acusación pidió cadena perpetua. El primer juicio se llevó a cabo en la Corte de Assise (el principio se caracterizó por los enfrentamientos del público que terminaron en la muerte de un joven griego nacionalista, Mikis Mantakas, un miembro del grupo estudiantil FUAN que apoyaba a MSI) y acabó el 15 de junio de 1975 con tres exoneraciones tras evidencias insuficientes por los crímenes de incendio provocado y homicidio involuntario. En el segundo juicio el acusado resultó sentenciado a 18 años de prisión por homicidio involuntario y otros crímenes el 16 de diciembre de 1986. Esta sentencia fue confirmada por la corte suprema de casación el 13 de octubre de 1987, con los jueces haciendo énfasis en que el acusado no tenía intención de matar sino de “intimidar a su adversario político”. Lollo pasó dos años en detención esperando el resultado de su apelación, y cuando confirmaron su sentencia, huyó. 
Mientras tanto, la izquierda extraparlamentaria distribuyó un panfleto titulado “Controinchiesta” (“Contrainvestigación”), en el cual se atribuía la responsabilidad del incendio a una riña interna entre las figuras de la derecha. En el libro del “Collettivo Potere Operaio”, Primavalle: Incendio a porte chiuse, la nota del editor afirma que:

“La construcción del incendio de Primavalle no parece ser el resultado de un mecanismo altamente premeditado y provocado, como lo sería una masacre. En su lugar, “Primavalle” es un complot que la policía y el poder judicial usaron para tomar ventaja de la situación y transformar un “accidente banal” en una excusa para relanzar la idea de los extremismos opuestos, justo después del “giovedì nero” (La masacre del jueves negro) contra el agente de policía Antonio Marino – solo tres días antes en Milán – que había puesto en juego su credibilidad.”

Hubo muchos intelectuales y periódicos que tomaron la iniciativa de escoger un bando al defender al acusado. Al frente de los periódicos más influyentes que defendieron esta posición estuvo II Messaggero, el periódico más distribuido de Roma, propiedad der los hermanos Ferdinando y Alessandro Perrone (Alessandro lo dirigía), que respectivamente eran el padre y tío de Diana Perrone, la militante Potere Operaio involucrada en las investigaciones y quien murió el 9 de mayo de 2013 después de una larga enfermedad. Al principio Perrone fue la coartada de Lollo, Clavo y Grillo, pero después se retractó debido a que su padre la sometió a mucha presión, y terminó diciendo que solo estuvo en compañía de Paolo Gaeta y no con los otros. Nunca se aclaró si Perrone sabía de las verdaderas intenciones de Lollo y de los otros participantes.  
En una carta con fecha 28 de abril de 1973, Franca Rame, en ese entonces una exponente de la organización Soccorso Rosso Militante (“Cruz Roja Militante”), escribió a Lollo: Te he puesto en Soccorso Rosso Militante. Recibirás dinero de amigos, cartas, y así te sentirás menos solo.
Otras figuras influyentes de la izquierda contribuyeron a esta campaña a favor de la inocencia de los 3 acusados, entres ellos el senador comunista Umberto Terracini (antiguo presidente de la Asamblea Constituyente de Italia, y uno de los tres firmantes de la Constitución italiana). El diputado socialista Riccardo Lombardi (otro antiguo miembro de la Asamblea Constituyente y líder histórico de los “separatistas” de su partido), el autor y activista Dario Fo (compañero y luego esposo de la ya mencionada, Franca Rame), y el escritor Alberto Moravia.

### Vuelo fuera del país y sentencia
Después de pasar por Suecia y Angola – donde se casó con una mujer angoleña, Lollo viajó a Brasil y vivió en Río de Janeiro desde 1986. Tuvo cuatro hijos brasileños y trabajó como periodista y editor de tres revistas políticas izquierdistas. En enero de 2005, la corte de apelaciones en Roma rescindió su sentencia y la investigación del incendio de Primavalle fue archivado.  
El 2 de febrero de 2005, Achille Lollo dio una entrevista en el cual habló sobre la reconstrucción de eventos que rodearon el incendio de Primavalle, afirmando que lo que quería ser una demostración se deterioró, y afirmó que nunca vertió gas en el apartamento (por ende, alguien más lo tuvo que haber hecho):

“No queríamos causar un incendio, ni matar. La intención fue que fuera un acto demostrativo, como otros que hemos hecho en contra de los fascistas de Primavalle. Cuando pusimos el detonador, el condón se rompió… La Lilli, así se llamaban las bombas caseras en ese entonces, se construían con una lata de gasolina, un poco de gas – dos o tres litros – y dos condones servían para sostener el ácido sulfúrico, herbicida, y azúcar. El detonador tuvo que haber hecho que el gas explotara. Si todo hubiera funcionado, habríamos causado una explosión que solo quemara la puerta del apartamento, pero cometí un error, el ácido se me escapó por las manos y tuvimos que escapar, dejando la lata intacta. Desde ese día he tenido dudas de lo que realmente pasó después. Nunca pensamos en poner gas debajo de la puerta para causar un incendio en el apartamento. Nunca. Todo lo que se encontró en la indagación concuerda con esto”.

Adicionalmente, reiteró que no era su intención matar a nadie, algo que sostuvo desde que lo condenaron por homicidio involuntario, y que solo deseaba asustar a Mattei dañando la entrada de su apartamento. 

“No le prendimos fuego a la casa Mattei. Demasiadas cosas extrañas pasaron esa noche. Nadie derramó gasolina debajo de la puerta. El detonador no explotó. Y no los alcanzó el fuego en su sueño, nos estaban esperando… no sé que pensar. No me estoy declarando inocente. (…) Y si me hubieran dado ocho años en vez de dieciséis, los habría servido sin escapar. Confiaba en que la investigación reconstruiría los hechos. En vez de eso, los tuve que reconstruir yo, después de 32 años”.

### El regreso a Italia y  muerte
En enero de 2011, Lollo regresó a Italia. Anunció el 15 de enero que iría a la oficina de un procurador fiscal italiano para hablar con los jueces como una persona informada y hablar sobre los hechos que ocurrieron en Primavalle. Previamente había declarado que los hechos se llevaron a cabo por seis personas: él, Marino Clavo, Manlio Grillo, Paola Gaeta, Elisabetta Lecco, y Diana Perrone. Colaboró por varios años con la página L’Antidiplomatico, conocida por su punto de vista anti-oeste y su apoyo a gobiernos como el de Vladímir Putin en Rusia, Bashar al-Assad en Siria, y Nicolás Maduro en Venezuela.
Murió el 3 de agosto de 2021, a la edad de 70 años en un hospital en Bracciano.